# Bien Unido
Bien Unido è una municipalità di quinta classe delle Filippine, situata nella Provincia di Bohol, nella Regione del Visayas Centrale.
Bien Unido è formata da 15 baranggay:
- Bilangbilangan Dako
- Bilangbilangan Diot
- Hingotanan East
- Hingotanan West
- Liberty
- Malingin
- Mandawa
- Maomawan
- Nueva Esperanza
- Nueva Estrella
- Pinamgo
- Poblacion (Bien Unido)
- Puerto San Pedro
- Sagasa
- Tuboran